# Saint-Amand-de-Coly
Saint-Amand-de-Coly korábbi község Franciaországban, Dordogne megyében. Lakosainak száma 370 fő (2018. január 1.).
2019. január 1-jén Coly korábbi községgel egyesült és az így létrejött Coly-Saint-Amand új község része lett.

## Népesség
A település népessége az elmúlt években az alábbi módon változott:
| Lakosok száma | 398  | 392  | 409  | 380  | 370  |
|               | 2013 | 2015 | 2016 | 2017 | 2018 |